# Fritz Endell
Fritz August Gottfried Endell (* 12. November 1873 in Stettin; † 8. Februar 1955 in Bayrischzell, Landkreis Miesbach) war ein deutscher Maler und Graphiker.

## Leben
Endell studierte ursprünglich Theologie. Unter dem Einfluss seines Bruders, des Architekten August Endell, wendete er sich in München dem Künstlerberuf zu. Um 1900, anlässlich eines  Paris-Aufenthaltes, trat er in die Académie Julian ein. Endell war Schüler von Colarossi. Unter der technischen Anleitung von Quesnel spezialisierte er sich auf Holzschnitt. Anregungen durch Félix Vallotton, Jean-Baptiste Lepère und Paul Colin. 1902 Übersiedlung nach Stuttgart. Tätigkeit bei Max Weber und Meisterschüler von Leopold Graf von Kalckreuth und Adolf Hölzel. 1914 - 20 Amerika-Aufenthalt, Zeichenlehrer an der Duncan-Schule. Beschäftigung mit antiker Vasenmalerei und Spiegelgravuren sowie mit der Kunst der nordamerikanischen Indianer.
In der Zeit des Nationalsozialismus war Endell obligatorisches Mitglied der Reichskammer der bildenden Künste. Es ist für diesen Zeitraum lediglich 1944 die Teilnahme an der Ausstellung Das Schiff im Grenzlandmuseum Flensburg bekannt.
Sein schriftlicher Nachlass befindet sich im Deutschen Kunstarchiv im Germanischen Nationalmuseum in Nürnberg.

## Veröffentlichungen
- Fritz Endell: Antike Spiegel. In Holzschnitt übersetzt von Fritz Endell. Ernst Heimeran Verlag, München 1952
- Charles S. Brooks (Text), Fritz Endell (Illustrator): Chimney-Pot Papers
- Fritz Endell: Ein kleines Buch für kleine Leute. Holzschnitte und Reime von F[ritz] Endell. Beck, München 1913
- Fritz Endell: Mit Luther auf Reisen. Ein Büchlein für Lutherfreunde. Müller, München 1937